# مركز إدارة الدفاع الوطني

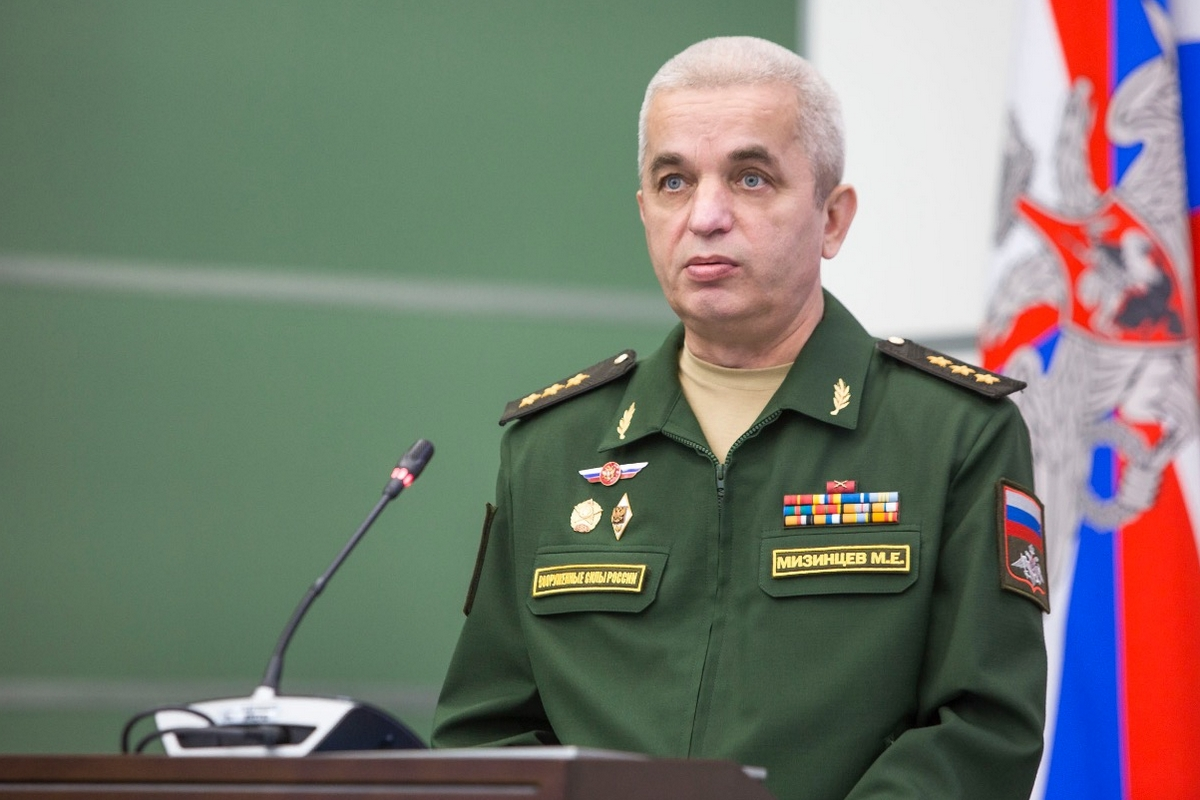
العقيد جنرال ميزينتسيف ومدير NDMC (2019).

مركز إدارة الدفاع الوطني، المعروف أيضًا باسم مركز مراقبة الدفاع الوطني (NDCC) (بالروسية: Национальный центр управления обороной РФ، Natsional'nyi tsentr upravleniya oboronoi RF) НЦУО، سابقًا مركز القيادة المركزية لهيئة الأركان العامة للقوات المسلحة الروسية هو المركز الأعلى للقيادة والسيطرة التابع لوزارة الدفاع الروسية والقوات المسلحة الروسية.

## وظيفة

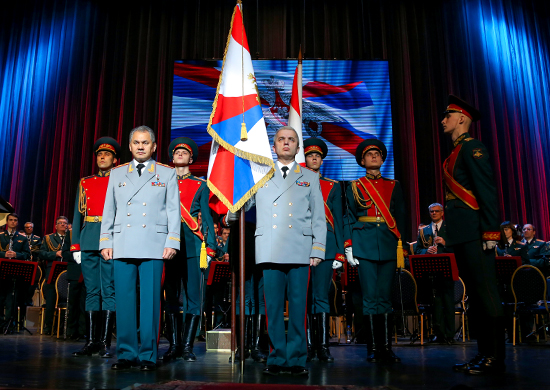
وزير الدفاع سيرغي شويغو يقدم الراية الرسمية إلى ميخائيل ميزينتسيف، 22 ديسمبر 2014

ويعتبر المركز ثاني أعلى سلطة مسؤولة عن إدارة وزارة الدفاع والإشراف عليها بعد الوزير نفسه، ويتبع مباشرة هيئة الأركان العامة للقوات المسلحة الروسية، ويشرف عليها رئيس هيئة الأركان العامة للقوات المسلحة للاتحاد الروسي.
يحتوي على حاسوب عسكري عملاق قوي يسمى الحاسوب العملاق إن دي إم سي بسرعة 16 بيتافلوب وسعة تخزين 236 بيتابايت.
يقع المركز في المبنى الرئيسي لوزارة الدفاع في شارع فرونزينسكايا إمبانكمينت، 22، موسكو، روسيا.
تعتمد شبكة الكمبيوتر الخاصة بالمركز على نظام تشغيل الكمبيوتر العسكري الروسي أسترا لينكس من شركة روسبيتيك، والذي إعلن في عام 2018 كمعيار نهائي مستقبلي للجيش. يجري التحديث باستخدام برامج الذكاء الاصطناعي.

## رئيس مركز إدارة الدفاع الوطني
ومنذ إنشائه أواخر عام 2014، عُيِّن الفريق ميخائيل ميزينتسيف مديرا أول لمركز الدفاع. تمت ترقيته إلى رتبة عقيد عام 2017.
في سبتمبر 2022، عُيِّن أوليغ جورشينين، القائد السابق لفوج القائد المنفصل 154، رئيسًا لمركز إدارة الدفاع الوطني، ليحل محل ميزينتسيف الذي عُيِّن نائبًا لوزير الدفاع.

## صالة عرض

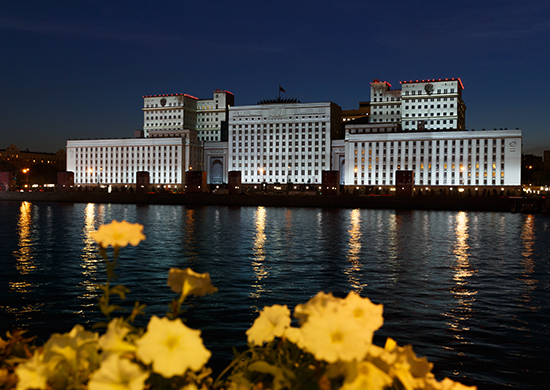
واجهة مركز إدارة الدفاع الوطني
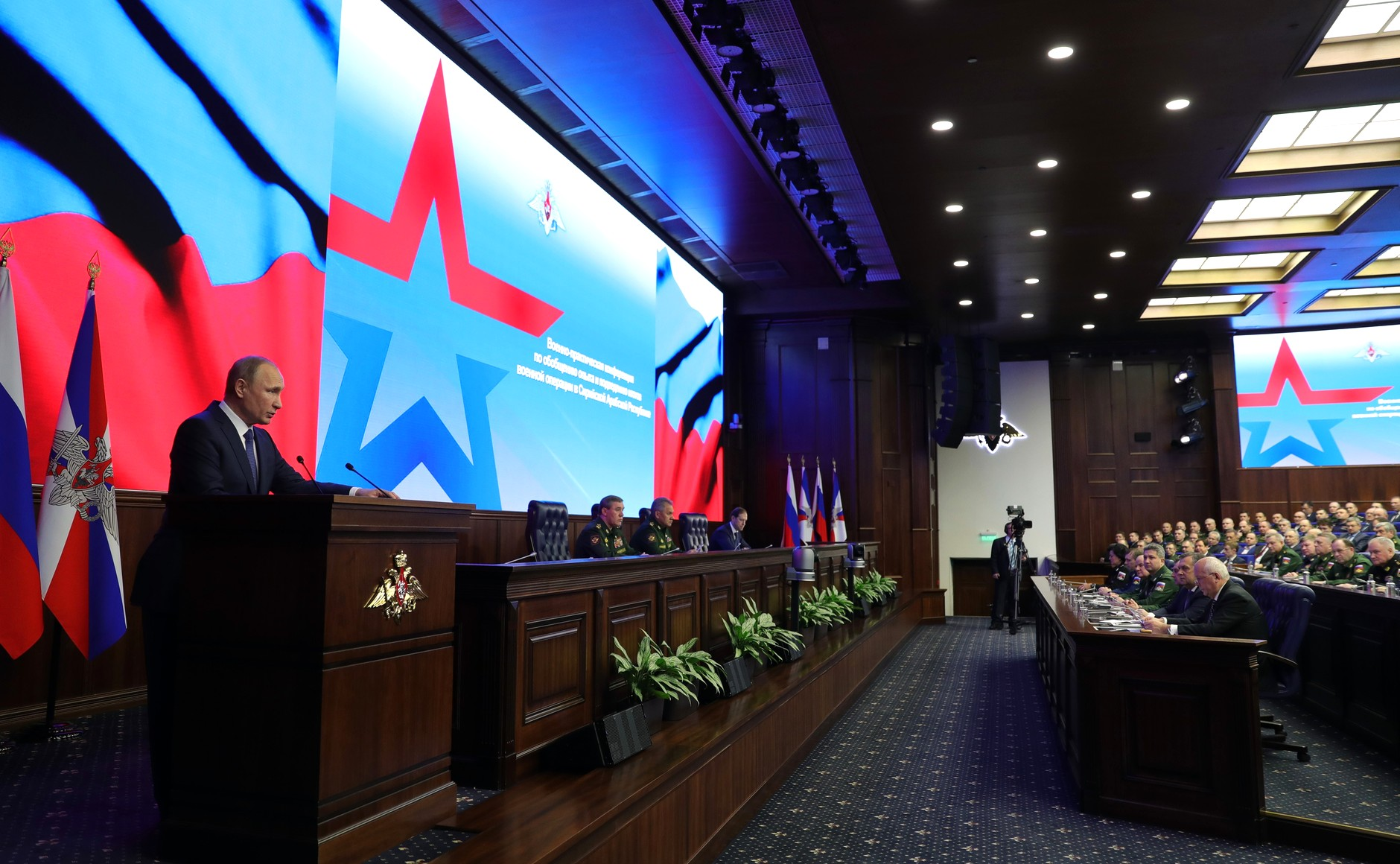
فلاديمير بوتين في مركز إدارة الدفاع الوطني
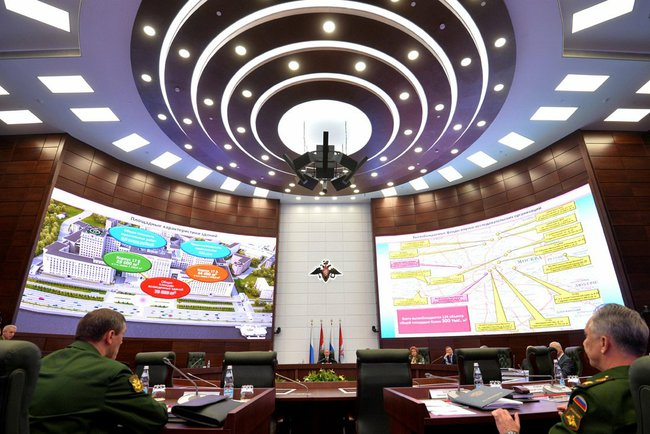
مركز إدارة الدفاع الوطني في موسكو
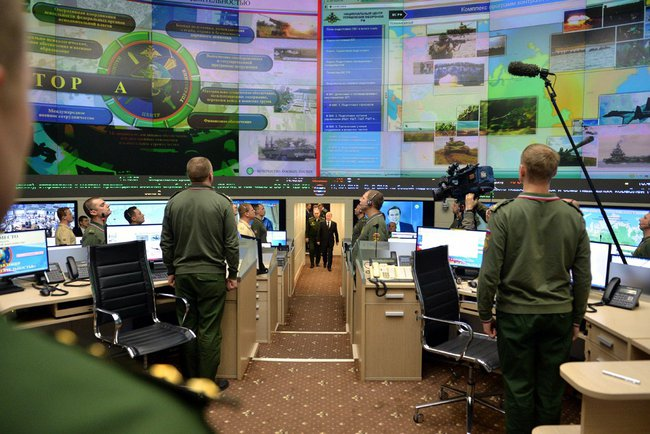
مركز إدارة الدفاع الوطني في موسكو (قاعة المعلومات)
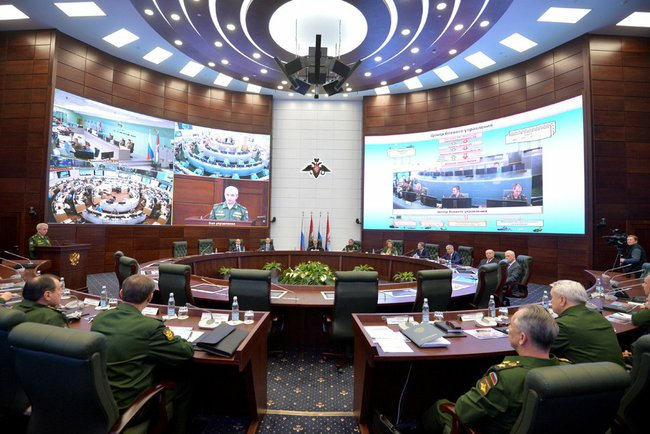
مركز إدارة الدفاع الوطني (قاعة التحكم والتفاعل)
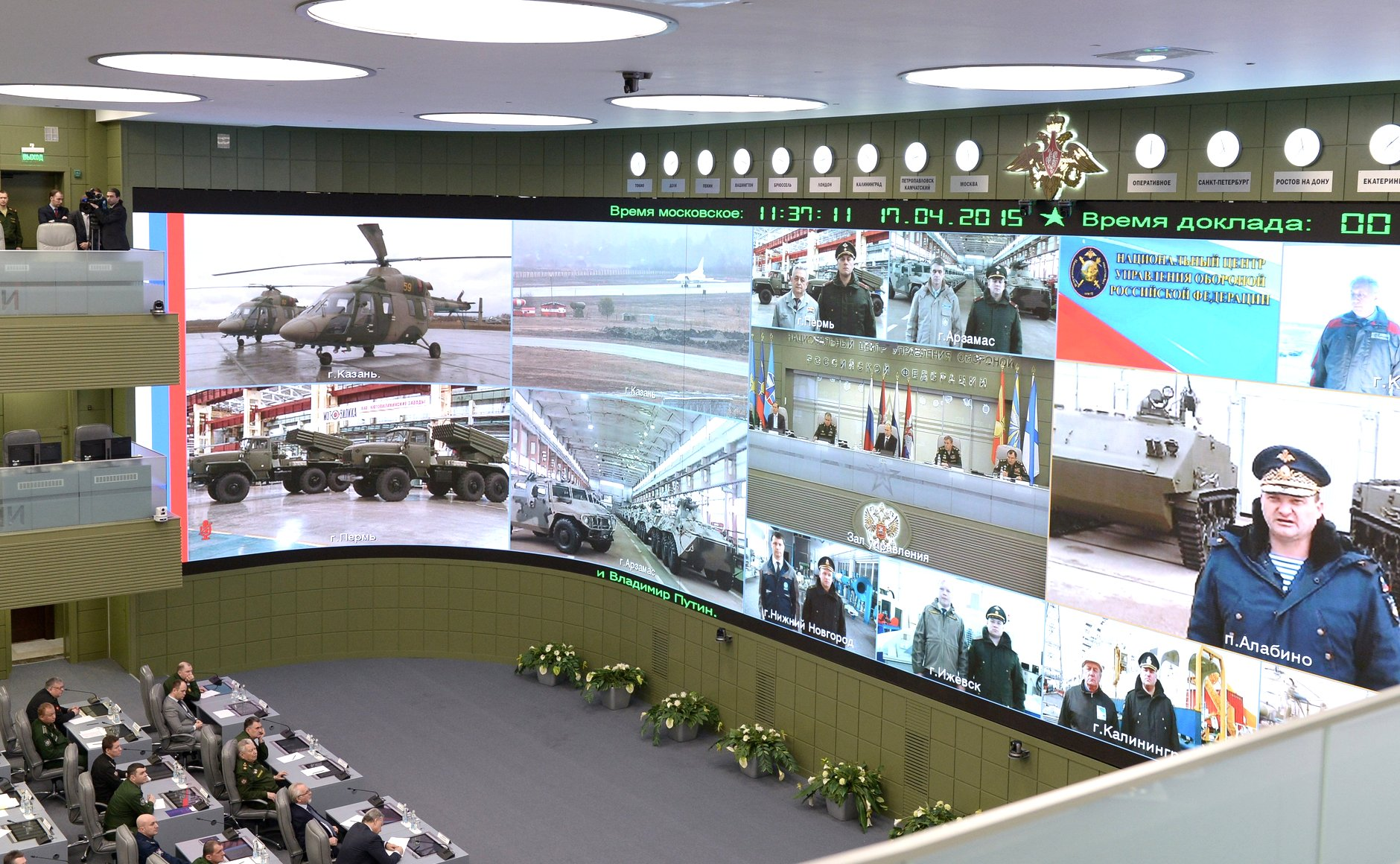
إحاطات حية من مختلف أنحاء روسيا في مركز إدارة الدفاع الوطني
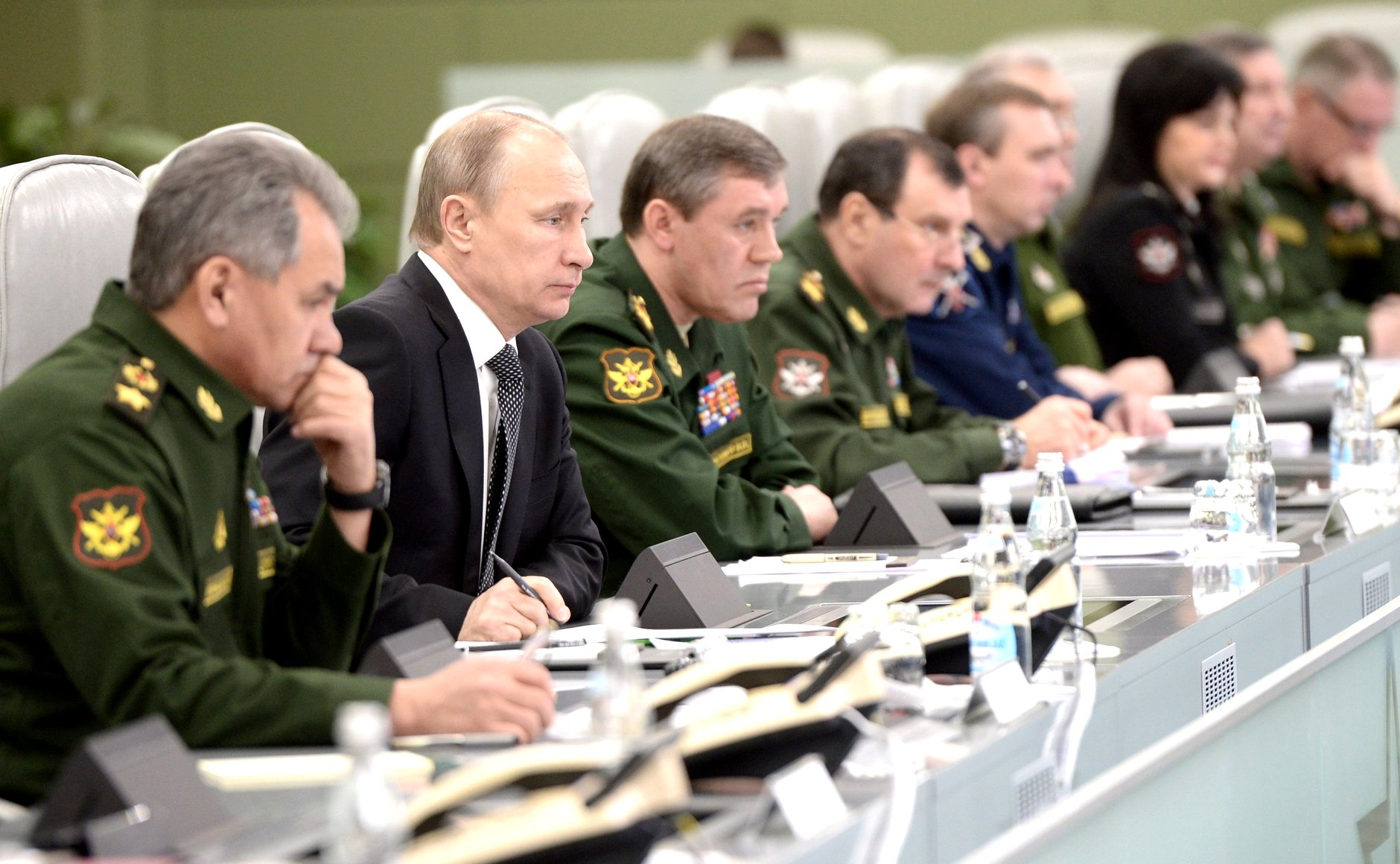
فلاديمير بوتين مع قيادة وزارة الدفاع والأركان العامة إلى جانب جنرالات روس آخرين في اجتماع في مركز إدارة الدفاع الوطني
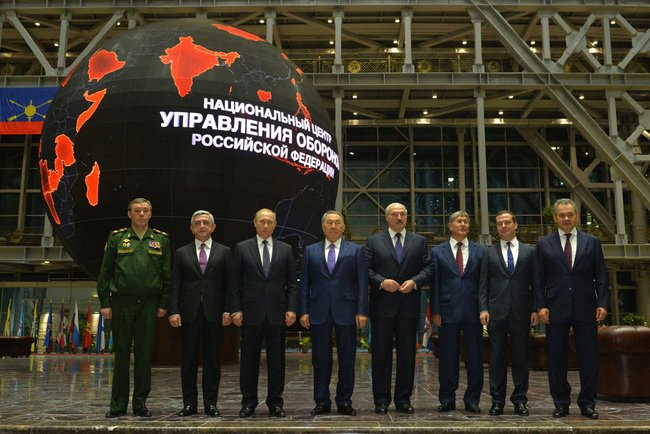
رؤساء الدول الأعضاء في منظمة معاهدة الأمن الجماعي في مركز إدارة الدفاع الوطني الروسي، 23 ديسمبر 2014
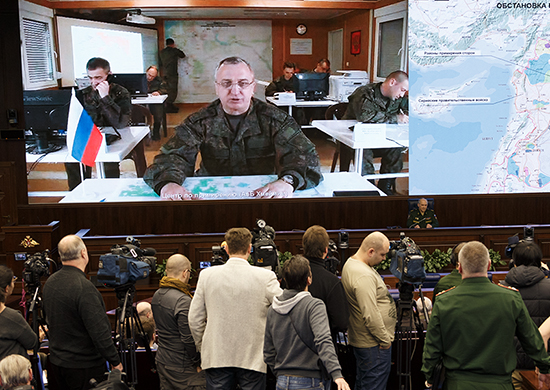
قائد مركز المصالحة الروسي في سوريا الفريق كورالينكو يعقد مؤتمراً صحفياً في مركز إدارة الدفاع الوطني، 27 شباط/فبراير 2016
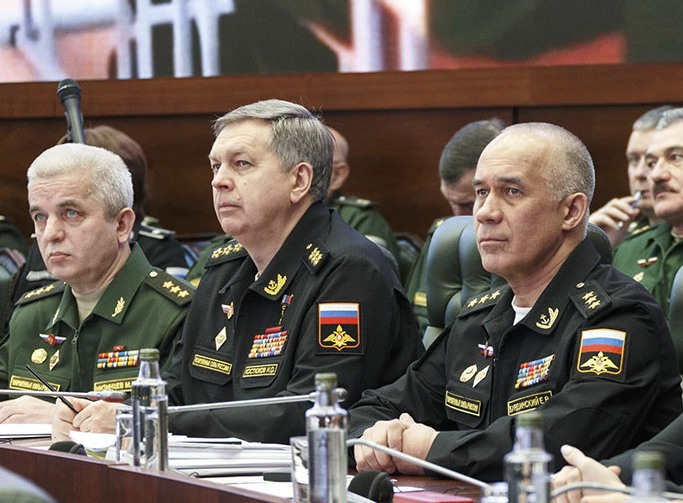
العقيد جنرال ميزينتسيف (يسار)، الأدميرال إيجور كوستيوكوف (وسط) ورئيس GOMU العقيد جنرال بوردينسكي (يمين) في اجتماع يوم 29 يناير،